# Anton Källberg
Anton Källberg (* 17. August 1997 in Stockholm) ist ein schwedischer Tischtennisspieler. Er spielt zurzeit in der Tischtennis-Bundesliga (TTBL) für Borussia Düsseldorf.

## Sportkarriere
Vereine in Schweden des vorhandstarken Angriffsspielers Källberg waren Klubs in Borlänge und Söderhamn. 2014 wechselte er zum TTC Ruhrstadt Herne in die zweite Bundesliga, trainierte jedoch im Tischtenniszentrum der TTF Ochsenhausen.
Bei den Jugendeuropameisterschaften 2014 gewann er im Einzel, Doppel und mit dem schwedischen Team Bronze. Im Juli 2015 wurde er in Bratislava Jugendeuropameister im Einzel, im September rückte er in der Weltrangliste erstmals unter die besten 100 vor und erreichte Ende des Jahres Platz 54. Zu Saisonbeginn 2015/2016 schloss er sich dem TTC Hagen an. Mit einer Ligabilanz von 12:14 war er der beste Spieler des Vereins, der am Ende der Saison Platz 9 belegte. Zur Saison 2016/2017 unterschrieb Källberg einen Vertrag bei Borussia Düsseldorf, für den er mit 10:3 eine der besten Bilanzen der Liga erspielte (außerdem 2:0 in den Playoffs und 5:3 in der Champions League). 2017 wurde er schwedischer Meister im Einzel.
Bei den Olympischen Spielen 2024 in Paris gewann er mit dem Team die Silbermedaille.
Beim World Cup in Macau 2025 unterlag er dem Chinesen Lin Shidong in einem knappen 3 : 4 Spiel im Achtelfinale.

## Erfolge
- Europameister (Mannschaft): 2023
- Champions-League-Sieger: 2018, 2021
- Deutscher Meister (Mannschaft): 2017, 2018, 2021, 2022
- Deutscher Pokalsieger: 2017, 2018, 2021
- Schwedischer Meister (Einzel): 2017

## Privat
Anton Källberg entstammt einer Tischtennisfamilie. Beide Eltern sind aktiv, seine jüngere Schwester Christina nahm unter anderem 2021 an den Olympischen Spielen teil. Er ist mit der deutschen Tischtennisnationalspielerin Yuan Wan liiert.